# Lagunas de Palos y Las Madres
Las Lagunas de Palos y Las Madres son un paraje natural formado por cuatro lagunas denominadas: Laguna Primera de Palos, La Jara, La Mujer y Las Madres. Las 693 hectáreas que las forman se ubican en los términos municipales de Moguer y Palos de la Frontera. Fueron declaradas Paraje natural el 28 de julio de 1989.
Se encuentran a medio camino entre las marismas de los ríos Tinto y Odiel y las marismas del Guadalquivir. Es llamativo el hecho de que, a pesar de su cercanía al mar, sus aguas son dulces. Este humedal además dispone de agua durante todo el año, siendo, por tanto, un importante lugar de residencia y de paso de aves migratorias.

## Características
La Laguna Primera de Palos, Laguna de la Jara y Laguna de la Mujer forman, junto con la Laguna de las Madres, este Paraje Natural. Este complejo de humedales se sitúa, a unos 10 metros de altitud, en el sector de la flecha de Punta Arenillas, que se desarrolla en la margen izquierda de la ría de Huelva, aguas abajo de la confluencia de los ríos Odiel y Tinto.
Estas lagunas tienen su origen en el cierre de antiguas vaguadas o cauces fluviales por el avance de un frente dunar costero que interrumpe los flujos al mar de sus cuencas vertientes.
Su valor ambiental estriba en representar una tipología de humedales de gran singularidad hidrogeomorfológica en la Península, por ser un conjunto de lagunas de obturación dunar a lo largo del litoral.
En ellas se encuentran las especies animales siguientes: garcilla cangrejera, garcilla bueyera, avetoro, pato cuchara, pato colorado, ánade real, garza real, garza imperial, porrón moñudo, espátula, zampullín, cormorán, calamón, focha común, así como otras más escasas y difíciles de ver: nutria, malvasía y focha cornuda.

## Sendero botánico
El sendero presenta un recorrido lineal que arranca en el pinar de Moguer siguiendo el trazado de una pista de servicio del monte. El pinar forma parte del monte público municipal "Ordenados de Moguer" y constituye el principal elemento regulador del flujo hidrológico que alimenta la laguna. Tras recorrer este primer tramo, enseguida nos encontramos ante un paisaje abierto en el que el antiguo pinar ha sido reemplazado por modernos cultivos intensivos de frutos rojos bajo plástico que obtienen parte de sus necesidades hídricas de la explotación directa del acuífero. 
A medida que avanzamos la lámina de agua que constituye la laguna se va abriendo paso en el paisaje y con ella se hace más evidente la presencia especies propias de la orla perilagunar: álamos, tarajes, carrizos, eneas y juncos. Durante las décadas pasadas, el vaso de la laguna fue objeto de aprovechamiento para la extracción de la turba formada como consecuencia del depósito de material vegetal en condiciones de estancamiento y escasez de oxígeno. La turba constituyó durante mucho tiempo una importante fuente energética debido al poder calorífico generado en su combustión.
Realizando un recorrido por el sendero botánico existente, el visitante puede iniciarse, ayudado por la señalización, en el conocimiento de la vegetación autóctona de estos parajes. Desde el observatorio y entre la vegetación, se divisan especies amenazadas como la garcilla cangrejera, que migra desde el continente africano y pasa en este paraje natural la estación estival. En esta época, adquiere su plumaje nupcial, de un llamativo color anaranjado, y su pico cambia a un azul intenso. 
Otra especie en peligro es la malvasía, una anátida caracterizada por la forma rechoncha de su pico, que, en los machos y durante la época de cortejo, también es de color azulado. Estas aguas además son frecuentemente visitadas por la dama del antifaz, el águila pescadora. Esta hábil rapaz atrapa con fuerza a su presa y, para evitar que se la quiten, no abre las garras hasta que no llega a su nido. 